# Jean Blondel
Jean Blondel (ur. 26 października 1929 w Tulonie, zm. 25 grudnia 2022) – francuski politolog.

## Życiorys
Ukończył studia w Instytucie Nauk Politycznych w Paryżu, następnie St Antony's College na Uniwersytecie Oksfordzkim. Po studiach wrócił do Francji, by odbyć służbę wojskową, następnie studiował administrację na Uniwersytecie w Manchesterze. Pracę zawodową rozpoczął jako wykładowca na University College of North Staffordshire (obecnie Keele University), gdzie pracował od 1958 do 1963 roku. Następnie, przez rok był pracownikiem naukowym na Uniwersytecie Yale w Stanach Zjednoczonych. W 1964 roku został zaangażowany przez Alberta Slomana do pracy nad utworzeniem wydziału nauk politycznych nowo powołanego Uniwersytetu Essex w Colchehster w Wielkiej Brytanii. W 1969 roku był jednym z trzech założycieli (obok Sergea Hurtiga i Steina Rokkana) tamtejszego Europejskiego Konsorcjum Badań Politycznych (od 2009 roku niezależna międzynarodowa jednostka badawcza), którym Blondel kierował przez dziesięć lat od jego powstania. Opuścił Colchester w 1984 roku wyjeżdżając do Stanów Zjednoczonych po uzyskaniu grantu badawczego od Russell Sage Foundation w Nowym Jorku. W 1985 został profesorem nauk politycznych w Europejskim Instytucie Uniwersyteckim we Florencji, stanowisko to piastował aż do przejścia na emeryturę w 1994 roku.

## Ważniejsze prace
- Voters, parties and leaders: the social fabric of British politics. Harmondsworth: Penguin Books, 1963 ISBN 0-14-020638-8;
- An Introduction to Comparative Government. Londyn: Weidenfeld & Nicolson, 1969. ISBN 0-86003-419-4;
- Comparative legislatures. Nowy Jork: Prentice-Hall, 1973 ISBN 0-86003-419-4;
- Political parties. A genuine case for discontent? Londyn: Wildwood House, 1978 ISBN 978-0-7045-0321-2;
- The Discipline Of Politics. Londyn: Butterworths, 1981 ISBN 978-0-408-10785-3;
- Political leadership : towards a general analysis. Londyn: SAGE, 1987 ISBN 978-0-8039-8036-5;
- Cabinets in Western Europe, Basingstoke: Macmillan, 1988 ISBN 0-333-46209-2;
- Governing together: the extent and limits of joint decision-making in Western European cabinets, Nowy Jork: St. Martin's Press, 1993 ISBN 0-312-09990-8;
- Party and government: an inquiry into the relationship between governments and supporting parties in liberal democracies, Nowy Jork: St. Martin's Press, 1996 ISBN 978-0-333-61660-4;
- People and Parliament in the European Union: participation, democracy, and legitimacy, Oxford: Clarendon Press, 1998 ISBN 978-0-19-829308-8;
- The nature of party government: a comparative European perspective, Nowy Jork: St. Martin's Press, 2000 ISBN 978-1349400102;
- Cabinets in Eastern Europe, Basingstoke: Macmillan, 2001 ISBN 978-0-333-74879-4;
- The Presidential Republic, Palgrave: Macmillan, 2015 ISBN 978-1-137-48248-8.

## Wyróżnienia
- Nagroda im. Johana Skytte'go (2004)

## Nagroda im. Jeana Blondel'a
Od 2003 roku Europejskie Konsorcjum Badań Politycznych przyznaje doroczną nagrodę imienia Jeana Blondel'a za najlepszą pracę doktorską z dziedziny polityki (obejmuje nauki polityczne, stosunki międzynarodowe, teorię polityczną i administrację publiczną).